# Цяньнань-Буї-Мяоська автономна префектура
26°16′14″ пн. ш. 107°30′44″ сх. д. / 26.27065° пн. ш. 107.51233° сх. д.
Цяньнань-Буї-Мяоська автономна префектура (кит.: 黔南布依族苗族自治州) — адміністративна одиниця другого рівня у складі провінції Гуйчжоу, КНР. Центр префектури — місто Дуюнь.
Префектура межує з Гуансі-Чжуанським автономним районом на півдні.

## Адміністративний поділ
Префектура поділяється на 2 міста та 10 повітів (один з них є автономним):
| Карта                                                                                   | Карта      | Карта          | Карта            |
| --------------------------------------------------------------------------------------- | ---------- | -------------- | ---------------- |
| Вен'ань Гуйдін Душань Дуюнь Лібо Лодянь Лунлі Пінтан Фуцюань Хуейшуй Чаншунь Саньду-Шуй |            |                |                  |
| Статус                                                                                  | Назва      | Оригінал       | Населення (2010) |
| Місто                                                                                   | Дуюнь      | 都匀市         | 443 721          |
| Місто                                                                                   | Фуцюань    | 福泉市         | 283 904          |
| Повіт                                                                                   | Вен'ань    | 瓮安县         | 380 318          |
| Повіт                                                                                   | Гуйдін     | 贵定县         | 231 118          |
| Повіт                                                                                   | Душань     | 独山县         | 265 212          |
| Повіт                                                                                   | Лібо       | 荔波县         | 144 865          |
| Повіт                                                                                   | Лодянь     | 罗甸县         | 257 236          |
| Повіт                                                                                   | Лунлі      | 龙里县         | 180 865          |
| Повіт                                                                                   | Пінтан     | 平塘县         | 228 560          |
| Повіт                                                                                   | Хуейшуй    | 惠水县         | 342 647          |
| Повіт                                                                                   | Чаншунь    | 长顺县         | 191 129          |
| Автономний повіт                                                                        | Саньду-Шуй | 三都水族自治县 | 283 139          |